# Liste des planètes mineures (562001-563000)
Voici la liste des planètes mineures numérotées de 562001 à 563000. Les planètes mineures sont numérotées lorsque leur orbite est confirmée, ce qui peut parfois se produire longtemps après leur découverte. Elles sont classées ici par leur numéro.

## Planètes mineures 562001 à 563000
- (562001) 2015 XE57
- (562002) 2015 XO58
- (562003) 2015 XQ58
- (562004) 2015 XA59
- (562005) 2015 XV59
- (562006) 2015 XD61
- (562007) 2015 XM61
- (562008) Samtackeff
- (562009) 2015 XG63
- (562010) 2015 XN64
- (562011) 2015 XZ64
- (562012) 2015 XA65
- (562013) 2015 XF65
- (562014) 2015 XZ65
- (562015) 2015 XC66
- (562016) 2015 XG66
- (562017) 2015 XG69
- (562018) 2015 XL69
- (562019) 2015 XH75
- (562020) 2015 XT75
- (562021) 2015 XX75
- (562022) 2015 XP76
- (562023) 2015 XT77
- (562024) 2015 XZ77
- (562025) 2015 XK79
- (562026) 2015 XA80
- (562027) 2015 XM80
- (562028) 2015 XR80
- (562029) 2015 XT81
- (562030) 2015 XZ81
- (562031) 2015 XG82
- (562032) 2015 XY82
- (562033) 2015 XJ83
- (562034) 2015 XV83
- (562035) 2015 XL85
- (562036) 2015 XH86
- (562037) 2015 XR86
- (562038) 2015 XX86
- (562039) 2015 XF88
- (562040) 2015 XA91
- (562041) 2015 XR93
- (562042) 2015 XB95
- (562043) 2015 XY99
- (562044) 2015 XK103
- (562045) 2015 XN109
- (562046) 2015 XA111
- (562047) 2015 XH111
- (562048) 2015 XL111
- (562049) 2015 XR111
- (562050) 2015 XX112
- (562051) 2015 XM120
- (562052) 2015 XN121
- (562053) 2015 XF122
- (562054) 2015 XQ124
- (562055) 2015 XU124
- (562056) 2015 XV124
- (562057) 2015 XY124
- (562058) 2015 XO125
- (562059) 2015 XL127
- (562060) 2015 XS127
- (562061) 2015 XO131
- (562062) 2015 XY131
- (562063) 2015 XG133
- (562064) 2015 XQ133
- (562065) 2015 XV133
- (562066) 2015 XX138
- (562067) 2015 XK139
- (562068) 2015 XO140
- (562069) 2015 XE141
- (562070) 2015 XC142
- (562071) 2015 XT142
- (562072) 2015 XL143
- (562073) 2015 XC145
- (562074) 2015 XT147
- (562075) 2015 XX148
- (562076) 2015 XZ148
- (562077) 2015 XZ149
- (562078) 2015 XA150
- (562079) 2015 XA152
- (562080) 2015 XF152
- (562081) 2015 XO152
- (562082) 2015 XQ152
- (562083) 2015 XQ154
- (562084) 2015 XX157
- (562085) 2015 XO163
- (562086) 2015 XH164
- (562087) 2015 XV164
- (562088) 2015 XC167
- (562089) 2015 XX170
- (562090) 2015 XB171
- (562091) 2015 XF171
- (562092) 2015 XE172
- (562093) 2015 XA175
- (562094) 2015 XH175
- (562095) 2015 XX176
- (562096) 2015 XL180
- (562097) 2015 XH181
- (562098) 2015 XN181
- (562099) 2015 XO182
- (562100) 2015 XU187
- (562101) 2015 XC188
- (562102) 2015 XO188
- (562103) 2015 XB190
- (562104) 2015 XC190
- (562105) 2015 XK192
- (562106) 2015 XG194
- (562107) 2015 XB195
- (562108) 2015 XU196
- (562109) 2015 XY196
- (562110) 2015 XO197
- (562111) 2015 XJ198
- (562112) 2015 XY199
- (562113) 2015 XL200
- (562114) 2015 XP200
- (562115) 2015 XT200
- (562116) 2015 XR201
- (562117) 2015 XW201
- (562118) 2015 XW203
- (562119) 2015 XE204
- (562120) 2015 XH205
- (562121) 2015 XQ205
- (562122) 2015 XE206
- (562123) 2015 XH207
- (562124) 2015 XV207
- (562125) 2015 XH208
- (562126) 2015 XF209
- (562127) 2015 XN209
- (562128) 2015 XW209
- (562129) 2015 XD211
- (562130) 2015 XM211
- (562131) 2015 XJ213
- (562132) 2015 XA214
- (562133) 2015 XN217
- (562134) 2015 XZ217
- (562135) 2015 XD218
- (562136) 2015 XJ218
- (562137) 2015 XE220
- (562138) 2015 XK220
- (562139) 2015 XP221
- (562140) 2015 XC225
- (562141) 2015 XG227
- (562142) 2015 XT228
- (562143) 2015 XN230
- (562144) 2015 XS231
- (562145) 2015 XY234
- (562146) 2015 XS235
- (562147) 2015 XR239
- (562148) 2015 XE240
- (562149) 2015 XM243
- (562150) 2015 XT243
- (562151) 2015 XO244
- (562152) 2015 XU244
- (562153) 2015 XX244
- (562154) 2015 XC245
- (562155) 2015 XG245
- (562156) 2015 XH245
- (562157) 2015 XK245
- (562158) 2015 XN245
- (562159) 2015 XV245
- (562160) 2015 XJ251
- (562161) 2015 XP255
- (562162) 2015 XP257
- (562163) 2015 XT257
- (562164) 2015 XL258
- (562165) 2015 XD259
- (562166) 2015 XK259
- (562167) 2015 XQ259
- (562168) 2015 XQ260
- (562169) 2015 XV260
- (562170) 2015 XJ263
- (562171) 2015 XX263
- (562172) 2015 XN264
- (562173) 2015 XJ268
- (562174) 2015 XZ271
- (562175) 2015 XK272
- (562176) 2015 XF276
- (562177) 2015 XG276
- (562178) 2015 XN277
- (562179) 2015 XZ278
- (562180) 2015 XJ279
- (562181) 2015 XP282
- (562182) 2015 XY283
- (562183) 2015 XB284
- (562184) 2015 XO284
- (562185) 2015 XV289
- (562186) 2015 XW291
- (562187) 2015 XE294
- (562188) 2015 XU295
- (562189) 2015 XR297
- (562190) 2015 XJ298
- (562191) 2015 XU298
- (562192) 2015 XF300
- (562193) 2015 XR300
- (562194) 2015 XD308
- (562195) 2015 XR308
- (562196) 2015 XH309
- (562197) 2015 XS309
- (562198) 2015 XT309
- (562199) 2015 XJ310
- (562200) 2015 XN311
- (562201) 2015 XF312
- (562202) 2015 XR312
- (562203) 2015 XV312
- (562204) 2015 XH313
- (562205) 2015 XQ313
- (562206) 2015 XM315
- (562207) 2015 XB317
- (562208) 2015 XG317
- (562209) 2015 XO322
- (562210) 2015 XB323
- (562211) 2015 XH324
- (562212) 2015 XE325
- (562213) 2015 XP325
- (562214) 2015 XG326
- (562215) 2015 XL326
- (562216) 2015 XQ326
- (562217) 2015 XG327
- (562218) 2015 XC329
- (562219) 2015 XV329
- (562220) 2015 XL332
- (562221) 2015 XQ332
- (562222) 2015 XT332
- (562223) 2015 XA333
- (562224) 2015 XD333
- (562225) 2015 XK333
- (562226) 2015 XS334
- (562227) 2015 XD336
- (562228) 2015 XS336
- (562229) 2015 XZ341
- (562230) 2015 XE345
- (562231) 2015 XJ346
- (562232) 2015 XX346
- (562233) 2015 XQ347
- (562234) 2015 XC348
- (562235) 2015 XV348
- (562236) 2015 XA349
- (562237) Chentsov
- (562238) 2015 XJ350
- (562239) 2015 XX350
- (562240) 2015 XG353
- (562241) 2015 XK353
- (562242) 2015 XR353
- (562243) 2015 XC355
- (562244) 2015 XG355
- (562245) 2015 XP355
- (562246) 2015 XE356
- (562247) 2015 XH356
- (562248) 2015 XP357
- (562249) 2015 XR357
- (562250) 2015 XH358
- (562251) 2015 XA359
- (562252) 2015 XV359
- (562253) 2015 XF360
- (562254) 2015 XG360
- (562255) 2015 XL362
- (562256) 2015 XR362
- (562257) 2015 XN364
- (562258) 2015 XE365
- (562259) 2015 XJ365
- (562260) 2015 XK365
- (562261) 2015 XN365
- (562262) 2015 XU366
- (562263) 2015 XM367
- (562264) 2015 XP368
- (562265) 2015 XS369
- (562266) 2015 XD370
- (562267) 2015 XG370
- (562268) 2015 XW370
- (562269) 2015 XZ372
- (562270) 2015 XS374
- (562271) 2015 XQ376
- (562272) 2015 XU377
- (562273) 2015 XC378
- (562274) 2015 XW379
- (562275) 2015 XH380
- (562276) 2015 XK380
- (562277) 2015 XU380
- (562278) 2015 XD381
- (562279) 2015 XF381
- (562280) 2015 XK383
- (562281) 2015 XM383
- (562282) 2015 XR383
- (562283) 2015 XT383
- (562284) 2015 XV383
- (562285) 2015 XJ384
- (562286) 2015 XG391
- (562287) 2015 XE394
- (562288) 2015 XL394
- (562289) 2015 XU394
- (562290) 2015 XX394
- (562291) 2015 XB395
- (562292) 2015 XE395
- (562293) 2015 XM395
- (562294) 2015 XN395
- (562295) 2015 XQ395
- (562296) 2015 XR395
- (562297) 2015 XS395
- (562298) 2015 XT395
- (562299) 2015 XX395
- (562300) 2015 XA396
- (562301) 2015 XE396
- (562302) 2015 XL396
- (562303) 2015 XO396
- (562304) 2015 XU396
- (562305) 2015 XV396
- (562306) 2015 XG397
- (562307) 2015 XM397
- (562308) 2015 XG398
- (562309) 2015 XJ398
- (562310) 2015 XP398
- (562311) 2015 XT398
- (562312) 2015 XV398
- (562313) 2015 XA399
- (562314) 2015 XJ399
- (562315) 2015 XQ400
- (562316) 2015 XY401
- (562317) 2015 XE402
- (562318) 2015 XF402
- (562319) 2015 XU402
- (562320) 2015 XV402
- (562321) 2015 XK403
- (562322) 2015 XM403
- (562323) 2015 XQ403
- (562324) 2015 XT403
- (562325) 2015 XW403
- (562326) 2015 XY403
- (562327) 2015 XD404
- (562328) 2015 XE404
- (562329) 2015 XQ404
- (562330) 2015 XS404
- (562331) 2015 XW404
- (562332) 2015 XA405
- (562333) 2015 XB405
- (562334) 2015 XM405
- (562335) 2015 XP405
- (562336) 2015 XH406
- (562337) 2015 XK406
- (562338) 2015 XO406
- (562339) 2015 XQ406
- (562340) 2015 XV406
- (562341) 2015 XW406
- (562342) 2015 XE407
- (562343) 2015 XM407
- (562344) 2015 XO407
- (562345) 2015 XV407
- (562346) 2015 XZ407
- (562347) 2015 XD408
- (562348) 2015 XO408
- (562349) 2015 XV408
- (562350) 2015 XW408
- (562351) 2015 XJ409
- (562352) 2015 XM409
- (562353) 2015 XP409
- (562354) 2015 XQ409
- (562355) 2015 XZ410
- (562356) 2015 XJ411
- (562357) 2015 XO411
- (562358) 2015 XZ411
- (562359) 2015 XG412
- (562360) 2015 XH412
- (562361) 2015 XO412
- (562362) 2015 XT412
- (562363) 2015 XD413
- (562364) 2015 XP413
- (562365) 2015 XT413
- (562366) 2015 XZ413
- (562367) 2015 XP415
- (562368) 2015 XV415
- (562369) 2015 XR416
- (562370) 2015 XT416
- (562371) 2015 XY416
- (562372) 2015 XE417
- (562373) 2015 XG418
- (562374) 2015 XZ418
- (562375) 2015 XF419
- (562376) 2015 XH419
- (562377) 2015 XX419
- (562378) 2015 XT420
- (562379) 2015 XV420
- (562380) 2015 XW420
- (562381) 2015 XY420
- (562382) 2015 XB421
- (562383) 2015 XD421
- (562384) 2015 XE421
- (562385) 2015 XH421
- (562386) 2015 XX421
- (562387) 2015 XZ421
- (562388) 2015 XS422
- (562389) 2015 XH440
- (562390) 2015 XP443
- (562391) 2015 XR443
- (562392) 2015 XK444
- (562393) 2015 XZ446
- (562394) 2015 XB449
- (562395) 2015 XX452
- (562396) 2015 XZ455
- (562397) 2015 XA458
- (562398) 2015 XA467
- (562399) 2015 XS467
- (562400) 2015 YL1
- (562401) 2015 YG2
- (562402) 2015 YY2
- (562403) 2015 YD4
- (562404) 2015 YT4
- (562405) 2015 YL5
- (562406) 2015 YN5
- (562407) 2015 YP5
- (562408) 2015 YR5
- (562409) 2015 YC6
- (562410) 2015 YO6
- (562411) 2015 YH7
- (562412) 2015 YD9
- (562413) 2015 YF9
- (562414) 2015 YL9
- (562415) 2015 YS10
- (562416) 2015 YV10
- (562417) 2015 YZ10
- (562418) 2015 YP11
- (562419) 2015 YV11
- (562420) 2015 YX11
- (562421) 2015 YV12
- (562422) 2015 YQ13
- (562423) 2015 YG14
- (562424) 2015 YN14
- (562425) 2015 YR14
- (562426) 2015 YG15
- (562427) 2015 YJ15
- (562428) 2015 YM15
- (562429) 2015 YS15
- (562430) 2015 YB16
- (562431) 2015 YO16
- (562432) 2015 YZ16
- (562433) 2015 YA17
- (562434) 2015 YU17
- (562435) 2015 YW17
- (562436) 2015 YG19
- (562437) 2015 YM19
- (562438) 2015 YW19
- (562439) 2015 YF20
- (562440) 2015 YJ20
- (562441) 2015 YQ20
- (562442) 2015 YZ21
- (562443) 2015 YE23
- (562444) 2015 YM23
- (562445) 2015 YO23
- (562446) Pilinszky
- (562447) 2015 YV23
- (562448) 2015 YW23
- (562449) 2015 YY23
- (562450) 2015 YV24
- (562451) 2015 YF25
- (562452) 2015 YL25
- (562453) 2015 YQ25
- (562454) 2015 YB26
- (562455) 2015 YD26
- (562456) 2015 YK27
- (562457) 2015 YX27
- (562458) 2015 YY27
- (562459) 2015 YE28
- (562460) 2015 YQ28
- (562461) 2015 YY31
- (562462) 2016 AD
- (562463) 2016 AV
- (562464) 2016 AB1
- (562465) 2016 AK1
- (562466) 2016 AO2
- (562467) 2016 AB3
- (562468) 2016 AK3
- (562469) 2016 AQ3
- (562470) 2016 AR3
- (562471) 2016 AT3
- (562472) 2016 AY3
- (562473) 2016 AP4
- (562474) 2016 AV5
- (562475) 2016 AW5
- (562476) 2016 AA6
- (562477) 2016 AH6
- (562478) 2016 AZ6
- (562479) 2016 AA7
- (562480) 2016 AB7
- (562481) 2016 AF7
- (562482) 2016 AG7
- (562483) 2016 AS7
- (562484) 2016 AP10
- (562485) 2016 AE11
- (562486) 2016 AT11
- (562487) 2016 AB12
- (562488) 2016 AU13
- (562489) 2016 AY14
- (562490) 2016 AS18
- (562491) 2016 AH20
- (562492) 2016 AX20
- (562493) 2016 AY23
- (562494) 2016 AL24
- (562495) 2016 AT25
- (562496) 2016 AW25
- (562497) 2016 AU26
- (562498) 2016 AA27
- (562499) 2016 AC27
- (562500) 2016 AJ28
- (562501) 2016 AS29
- (562502) 2016 AF30
- (562503) 2016 AK30
- (562504) 2016 AJ31
- (562505) 2016 AF32
- (562506) 2016 AD33
- (562507) 2016 AE35
- (562508) 2016 AJ36
- (562509) 2016 AR36
- (562510) 2016 AE37
- (562511) 2016 AG38
- (562512) 2016 AO39
- (562513) 2016 AL41
- (562514) 2016 AW41
- (562515) 2016 AE42
- (562516) 2016 AS42
- (562517) 2016 AU42
- (562518) 2016 AX42
- (562519) 2016 AE43
- (562520) 2016 AR43
- (562521) 2016 AA44
- (562522) 2016 AO44
- (562523) 2016 AP45
- (562524) 2016 AQ45
- (562525) 2016 AM47
- (562526) 2016 AF48
- (562527) 2016 AV48
- (562528) 2016 AB50
- (562529) 2016 AG50
- (562530) 2016 AU50
- (562531) 2016 AL51
- (562532) 2016 AD52
- (562533) 2016 AH52
- (562534) 2016 AK52
- (562535) 2016 AP53
- (562536) 2016 AX53
- (562537) 2016 AU54
- (562538) 2016 AW55
- (562539) 2016 AE56
- (562540) 2016 AJ56
- (562541) 2016 AL56
- (562542) 2016 AB57
- (562543) 2016 AG57
- (562544) 2016 AJ57
- (562545) 2016 AY57
- (562546) 2016 AZ58
- (562547) 2016 AC59
- (562548) 2016 AL60
- (562549) 2016 AR61
- (562550) 2016 AT61
- (562551) 2016 AZ62
- (562552) 2016 AL63
- (562553) 2016 AO63
- (562554) 2016 AY63
- (562555) 2016 AF64
- (562556) 2016 AC67
- (562557) 2016 AM67
- (562558) 2016 AN67
- (562559) 2016 AO70
- (562560) 2016 AU71
- (562561) 2016 AM72
- (562562) 2016 AX72
- (562563) 2016 AP73
- (562564) 2016 AY73
- (562565) 2016 AS74
- (562566) 2016 AB75
- (562567) 2016 AW75
- (562568) 2016 AM76
- (562569) 2016 AT76
- (562570) 2016 AF77
- (562571) 2016 AF79
- (562572) 2016 AY79
- (562573) 2016 AY81
- (562574) 2016 AH82
- (562575) 2016 AV82
- (562576) 2016 AJ83
- (562577) 2016 AC84
- (562578) 2016 AR84
- (562579) 2016 AG85
- (562580) 2016 AM87
- (562581) 2016 AQ87
- (562582) 2016 AS87
- (562583) 2016 AT87
- (562584) 2016 AZ87
- (562585) 2016 AG88
- (562586) 2016 AZ88
- (562587) 2016 AV89
- (562588) 2016 AJ90
- (562589) 2016 AR90
- (562590) 2016 AH93
- (562591) 2016 AW93
- (562592) 2016 AZ94
- (562593) 2016 AH95
- (562594) 2016 AJ96
- (562595) 2016 AL96
- (562596) 2016 AQ96
- (562597) 2016 AT96
- (562598) 2016 AM99
- (562599) 2016 AP99
- (562600) 2016 AC100
- (562601) 2016 AW100
- (562602) 2016 AK101
- (562603) 2016 AC102
- (562604) 2016 AD103
- (562605) 2016 AY103
- (562606) 2016 AC104
- (562607) 2016 AH104
- (562608) 2016 AE105
- (562609) 2016 AM105
- (562610) 2016 AO105
- (562611) 2016 AD106
- (562612) 2016 AJ106
- (562613) 2016 AA107
- (562614) 2016 AD108
- (562615) 2016 AL108
- (562616) 2016 AF109
- (562617) 2016 AK109
- (562618) 2016 AO109
- (562619) 2016 AQ109
- (562620) 2016 AW109
- (562621) 2016 AY112
- (562622) 2016 AB114
- (562623) 2016 AE114
- (562624) 2016 AM114
- (562625) 2016 AR114
- (562626) 2016 AW114
- (562627) 2016 AC115
- (562628) 2016 AN116
- (562629) 2016 AQ116
- (562630) 2016 AH118
- (562631) 2016 AG119
- (562632) 2016 AS119
- (562633) 2016 AU119
- (562634) 2016 AC120
- (562635) 2016 AK120
- (562636) 2016 AM120
- (562637) 2016 AH121
- (562638) 2016 AO121
- (562639) 2016 AW121
- (562640) 2016 AX121
- (562641) 2016 AY121
- (562642) 2016 AS124
- (562643) 2016 AR125
- (562644) 2016 AP127
- (562645) 2016 AU127
- (562646) 2016 AZ127
- (562647) 2016 AM128
- (562648) 2016 AN128
- (562649) 2016 AZ128
- (562650) 2016 AY129
- (562651) 2016 AH130
- (562652) 2016 AL130
- (562653) 2016 AS131
- (562654) 2016 AW131
- (562655) 2016 AN136
- (562656) 2016 AS136
- (562657) 2016 AC137
- (562658) 2016 AV138
- (562659) 2016 AZ139
- (562660) 2016 AR140
- (562661) 2016 AP141
- (562662) 2016 AT141
- (562663) 2016 AH142
- (562664) 2016 AJ142
- (562665) 2016 AQ142
- (562666) 2016 AW142
- (562667) 2016 AR143
- (562668) 2016 AU143
- (562669) 2016 AX143
- (562670) 2016 AN144
- (562671) 2016 AF145
- (562672) 2016 AU145
- (562673) 2016 AV145
- (562674) 2016 AF146
- (562675) 2016 AJ148
- (562676) 2016 AS149
- (562677) 2016 AZ152
- (562678) 2016 AX153
- (562679) 2016 AZ154
- (562680) 2016 AE155
- (562681) 2016 AM155
- (562682) 2016 AU159
- (562683) 2016 AG160
- (562684) 2016 AX160
- (562685) 2016 AY160
- (562686) 2016 AK163
- (562687) 2016 AO166
- (562688) 2016 AA167
- (562689) 2016 AS168
- (562690) 2016 AX168
- (562691) 2016 AW169
- (562692) 2016 AK171
- (562693) 2016 AU171
- (562694) 2016 AZ171
- (562695) 2016 AW172
- (562696) 2016 AZ172
- (562697) 2016 AC173
- (562698) 2016 AM174
- (562699) 2016 AR174
- (562700) 2016 AX174
- (562701) 2016 AP175
- (562702) 2016 AX175
- (562703) 2016 AB176
- (562704) 2016 AK176
- (562705) 2016 AD177
- (562706) 2016 AM177
- (562707) 2016 AB178
- (562708) 2016 AO179
- (562709) 2016 AB180
- (562710) 2016 AH180
- (562711) 2016 AW180
- (562712) 2016 AT181
- (562713) 2016 AV181
- (562714) 2016 AP182
- (562715) 2016 AE183
- (562716) 2016 AL183
- (562717) 2016 AB184
- (562718) 2016 AZ184
- (562719) 2016 AA185
- (562720) 2016 AG185
- (562721) 2016 AL185
- (562722) 2016 AV185
- (562723) 2016 AD186
- (562724) 2016 AY186
- (562725) 2016 AE187
- (562726) 2016 AK187
- (562727) 2016 AO187
- (562728) 2016 AZ187
- (562729) 2016 AA188
- (562730) 2016 AB188
- (562731) 2016 AC188
- (562732) 2016 AM188
- (562733) 2016 AP188
- (562734) 2016 AY188
- (562735) 2016 AM190
- (562736) 2016 AV191
- (562737) 2016 AY191
- (562738) 2016 AB194
- (562739) 2016 AU200
- (562740) 2016 AG207
- (562741) 2016 AM208
- (562742) 2016 AP211
- (562743) 2016 AZ215
- (562744) 2016 AB216
- (562745) 2016 AP217
- (562746) 2016 AU217
- (562747) 2016 AG218
- (562748) 2016 AH218
- (562749) 2016 AL218
- (562750) 2016 AN218
- (562751) 2016 AP218
- (562752) 2016 AS218
- (562753) 2016 AT218
- (562754) 2016 AV218
- (562755) 2016 AX218
- (562756) 2016 AY218
- (562757) 2016 AZ218
- (562758) 2016 AC219
- (562759) 2016 AH219
- (562760) 2016 AL219
- (562761) 2016 AR220
- (562762) 2016 AS220
- (562763) 2016 AU220
- (562764) 2016 AV220
- (562765) 2016 AY220
- (562766) 2016 AA221
- (562767) 2016 AB221
- (562768) 2016 AP221
- (562769) 2016 AQ221
- (562770) 2016 AS221
- (562771) 2016 AV221
- (562772) 2016 AA222
- (562773) 2016 AD222
- (562774) 2016 AL222
- (562775) 2016 AM222
- (562776) 2016 AP222
- (562777) 2016 AV222
- (562778) 2016 AM223
- (562779) 2016 AG224
- (562780) 2016 AH224
- (562781) 2016 AK224
- (562782) 2016 AX224
- (562783) 2016 AY224
- (562784) 2016 AA225
- (562785) 2016 AF225
- (562786) 2016 AG225
- (562787) 2016 AH225
- (562788) 2016 AJ225
- (562789) 2016 AK225
- (562790) 2016 AM225
- (562791) 2016 AQ225
- (562792) 2016 AS225
- (562793) 2016 AU225
- (562794) 2016 AV225
- (562795) 2016 AC226
- (562796) 2016 AG226
- (562797) 2016 AL226
- (562798) 2016 AW226
- (562799) 2016 AX226
- (562800) 2016 AB227
- (562801) 2016 AG227
- (562802) 2016 AP227
- (562803) 2016 AQ227
- (562804) 2016 AA229
- (562805) 2016 AC229
- (562806) 2016 AN229
- (562807) 2016 AO231
- (562808) 2016 AA232
- (562809) 2016 AL232
- (562810) 2016 AX232
- (562811) 2016 AC233
- (562812) 2016 AV233
- (562813) 2016 AW233
- (562814) 2016 AY234
- (562815) 2016 AJ235
- (562816) 2016 AK235
- (562817) 2016 AN236
- (562818) 2016 AY236
- (562819) 2016 AD237
- (562820) 2016 AF237
- (562821) 2016 AG237
- (562822) 2016 AK237
- (562823) 2016 AN237
- (562824) 2016 AS237
- (562825) 2016 AT237
- (562826) 2016 AU238
- (562827) 2016 AO239
- (562828) 2016 AT239
- (562829) 2016 AW239
- (562830) 2016 AE240
- (562831) 2016 AG240
- (562832) 2016 AV240
- (562833) 2016 AW240
- (562834) 2016 AX240
- (562835) 2016 AE241
- (562836) 2016 AW241
- (562837) 2016 AK242
- (562838) 2016 AN242
- (562839) 2016 AL243
- (562840) 2016 AW243
- (562841) 2016 AA244
- (562842) 2016 AP244
- (562843) 2016 AQ244
- (562844) 2016 AV244
- (562845) 2016 AY244
- (562846) 2016 AB245
- (562847) 2016 AC245
- (562848) 2016 AD245
- (562849) 2016 AT245
- (562850) 2016 AJ246
- (562851) 2016 AR246
- (562852) 2016 AF247
- (562853) 2016 AJ248
- (562854) 2016 AY248
- (562855) 2016 AJ249
- (562856) 2016 AX249
- (562857) 2016 AO250
- (562858) 2016 AW250
- (562859) 2016 AB251
- (562860) 2016 AG251
- (562861) 2016 AK251
- (562862) 2016 AT251
- (562863) 2016 AV251
- (562864) 2016 AE253
- (562865) 2016 AM253
- (562866) 2016 AQ253
- (562867) 2016 AE255
- (562868) 2016 AJ255
- (562869) 2016 AD256
- (562870) 2016 AT256
- (562871) 2016 AW256
- (562872) 2016 AD257
- (562873) 2016 AY257
- (562874) 2016 AM258
- (562875) 2016 AV258
- (562876) 2016 AZ258
- (562877) 2016 AB259
- (562878) 2016 AQ259
- (562879) 2016 AD260
- (562880) 2016 AJ260
- (562881) 2016 AO260
- (562882) 2016 AR260
- (562883) 2016 AA261
- (562884) 2016 AD261
- (562885) 2016 AG261
- (562886) 2016 AT261
- (562887) 2016 AH264
- (562888) 2016 AN264
- (562889) 2016 AS264
- (562890) 2016 AX264
- (562891) 2016 AC265
- (562892) 2016 AE265
- (562893) 2016 AN265
- (562894) 2016 AT265
- (562895) 2016 AC266
- (562896) 2016 AJ266
- (562897) 2016 AM266
- (562898) 2016 AO266
- (562899) 2016 AD268
- (562900) 2016 AL268
- (562901) 2016 AV268
- (562902) 2016 AP269
- (562903) 2016 AQ269
- (562904) 2016 AW269
- (562905) 2016 AX269
- (562906) 2016 AC270
- (562907) 2016 AE271
- (562908) 2016 AM271
- (562909) 2016 AQ271
- (562910) 2016 AD273
- (562911) 2016 AH274
- (562912) 2016 AR274
- (562913) 2016 AT274
- (562914) 2016 AF275
- (562915) 2016 AH275
- (562916) 2016 AM276
- (562917) 2016 AL277
- (562918) 2016 AW277
- (562919) 2016 AY277
- (562920) 2016 AD278
- (562921) 2016 AJ278
- (562922) 2016 AV279
- (562923) 2016 AE280
- (562924) 2016 AF281
- (562925) 2016 AK285
- (562926) 2016 AS291
- (562927) 2016 AV301
- (562928) 2016 AE302
- (562929) 2016 AH306
- (562930) 2016 AE307
- (562931) 2016 AD313
- (562932) 2016 AK315
- (562933) 2016 AV322
- (562934) 2016 AO326
- (562935) 2016 BV1
- (562936) Bródyimre
- (562937) 2016 BL2
- (562938) 2016 BM2
- (562939) 2016 BP2
- (562940) 2016 BT3
- (562941) 2016 BY3
- (562942) 2016 BK4
- (562943) 2016 BH6
- (562944) 2016 BS7
- (562945) 2016 BS8
- (562946) 2016 BD10
- (562947) 2016 BO14
- (562948) 2016 BA16
- (562949) 2016 BD16
- (562950) 2016 BZ16
- (562951) 2016 BN17
- (562952) 2016 BT17
- (562953) 2016 BA18
- (562954) 2016 BF18
- (562955) 2016 BG18
- (562956) 2016 BJ18
- (562957) 2016 BT18
- (562958) 2016 BH19
- (562959) 2016 BP19
- (562960) 2016 BR19
- (562961) 2016 BY20
- (562962) 2016 BY21
- (562963) 2016 BK22
- (562964) Hudin
- (562965) 2016 BR22
- (562966) 2016 BU22
- (562967) 2016 BY22
- (562968) 2016 BA23
- (562969) 2016 BG23
- (562970) 2016 BP23
- (562971) Johannhagen
- (562972) 2016 BO24
- (562973) 2016 BA25
- (562974) 2016 BS25
- (562975) 2016 BW25
- (562976) 2016 BT26
- (562977) 2016 BC28
- (562978) 2016 BK28
- (562979) Barabásmiklós
- (562980) 2016 BB30
- (562981) 2016 BB32
- (562982) 2016 BR32
- (562983) 2016 BB33
- (562984) 2016 BP33
- (562985) 2016 BB35
- (562986) 2016 BL35
- (562987) 2016 BB37
- (562988) 2016 BN40
- (562989) 2016 BY41
- (562990) 2016 BX42
- (562991) 2016 BA44
- (562992) 2016 BB44
- (562993) 2016 BJ44
- (562994) 2016 BP44
- (562995) 2016 BU45
- (562996) 2016 BS46
- (562997) 2016 BH47
- (562998) 2016 BN47
- (562999) 2016 BW47
- (563000) 2016 BB48